# Neoclytus hoegei
Neoclytus hoegei es una especie de escarabajo longicornio del género Neoclytus, tribu Clytini, subfamilia Cerambycinae. Fue descrita científicamente por Bates en 1880.

## Descripción
Mide 10,6-12,75 milímetros de longitud.

## Distribución
Se distribuye por Costa Rica, Guatemala, Honduras y México.